# Martin Larsson (E-Sportler)
 Carl Martin Erik „Rekkles“ Larsson (* 20. September 1996 in Varberg) ist ein schwedischer E-Sportler in der Disziplin League of Legends. Er spielt auf der Support-Position. Seit Dezember 2023 war er bei T1 Esports für das Academy Team unter Vertrag. Seit November 2024 spielt er für das Streamer-Team Los Ratones.

## Karriere
Rekkles wurde Ende 2012 vom europäischen Traditionsteam Fnatic verpflichtet, das 2011 die League of Legends Weltmeisterschaft gewann. Das erste große Offline-Turnier mit Rekkles gewann Fnatic auf der DreamHack Winter 2012.
Mit der Einführung der Profiliga League Championship Series (LCS), für die sich auch Fnatic qualifizierte, musste Rekkles das Team vorübergehend verlassen, da er mit seinen zu diesem Zeitpunkt 16 Jahren das festgelegte Mindestalter der Liga von 17 noch unterschritt. Auch die Weltmeisterschaft im September/Oktober 2013 verpasste er aus dem gleichen Grund. Während des Jahres 2013 spielte er daher aushilfsweise bei anderen Teams und gewann unter anderem mit den Copenhagen Wolves die DreamHack Summer 2013 und die Gfinity LAN in London.
Ende 2013 kehrte er ins Team von Fnatic zurück. Mit Fnatic gewann er den Spring Split der LCS 2014 und belegte den Zweiten Platz im Summer Split. Damit qualifizierte sich Fnatic als einer von drei europäischen Vertretern für die im Herbst stattfindende Weltmeisterschaft 2014. Dort schied das Team bereits in der Gruppenphase aus und belegte den geteilten 12. Platz von 16 Teilnehmern.
Nach der Weltmeisterschaft wurde bekannt, dass Rekkles Fnatic verlässt und in der Saison 2015 für das Team von Alliance spielen wird. Wenige Wochen später wurde bekannt gegeben, dass im Zuge der 2015 eingeführten Sale of Sponsorships Rule der LCS das League-of-Legends-Team von Alliance seinen Namen in Elements ändert. Nach einem eher enttäuschendem Spring Split in seinem neuen Team wechselte Rekkles wieder zurück zu seinem alten Team Fnatic.
Im Sommer 2015 gewann Rekkles mit Fnatic erneut die LCS. In der Regular Season blieb das Team sogar gänzlich ohne Niederlage (18:0), was ein Novum in der Liga darstellte. Rekkles wurde außerdem als wertvollster Spieler der Finals ausgezeichnet. Im darauf folgenden Jahr konnte Rekkles mit seinem Team nicht überzeugen und so konnte Fnatic erstmals seit 2012 nicht zu den Worlds fahren.
2017 wurde das Team um Rekkles neu aufgebaut. Neben dem Rookie Rasmus „Caps“ Winther bestand sein Team aus Paul „sOAZ“ Boyer, mit dem er schon 2014 gespielt hatte und den Veteranen Maurice „Amazingx“ Stückenschneider und Jesse „Jesiz“ Le. Anfängliche Schwierigkeiten führten zum Austausch von Amazingx. Mads „Broxah“ Brock-Pedersen übernahm seine Rolle. Das Team konnte noch Platz 3 im Spring Split erreichen. Diese gute Leistung behielt das Team auch im Summer Split bei, sie galten als Titelfavoriten, doch im Halbfinale gelang dem Team Misfits ein Überraschungssieg und so musste sich das Team mit einem erneuten Platz 3 zufriedengeben. Es folgte die Teilnahme an der LoL Weltmeisterschaft 2017. Nach einem 0-3 in der ersten Woche konnte das Team dennoch die Viertelfinals mit 4-4 erreichen. Dort mussten sie sich gegen das chinesische Team „Royal Never Give Up“ mit 1-3 geschlagen geben. Bei der Weltmeisterschaft 2018 erreichte Fnatic relativ überraschend das Finale, wo sie sich allerdings 3:0 gegen das chinesische Team Invictus Gaming geschlagen geben mussten.
Rekkles verließ Fnatic im November 2020, um sich G2 anzuschließen. Trotz einer zunächst erfolgreichen LEC Saison, konnte sich G2 mit Rekkles nicht für die 2021 League of Legends World Championship qualifizieren, da das Team im LEC Summer Split nur den vierten Platz erreichte.
Nachdem er daraufhin ein Jahr in der französischen Liga LFL gespielt hatte, kehrte er 2023 zu Fnatic zurück. Der spielerische Erfolg bei Fnatic blieb jedoch aus. Das Team konnte im Winter Split der LEC nur den neunten Platz, mit nur zwei aus neun gewonnenen Spielen, erreichen. Auch im Spring Split musste sich das Team mit dem sechsten Platz zufriedengeben. Rekkles wechselte daraufhin von der ADC auf die Support Position. Zwar wurde die Entscheidung von den Verantwortlichen akzeptiert, jedoch wurde Larsson nicht für den folgenden Summer Split aufgestellt und fungierte lediglich als Auswechselspieler.
Fnatic trennte sich im Oktober 2023 endgültig von Rekkles, welcher daraufhin teamlos war. Im November 2023 gab Larsson auf X bekannt, für die kommende Saison 2024 bei einem neuen Team unter Vertrag zu stehen. Wenig später wurde bekannt gegeben, dass er fortan für das Academy-Team des amtierenden Weltmeisters T1 spielen wird.
Zur Überraschung vieler Fans wurde Rekkles als Auswechselspieler der ersten Mannschaft von T1 zur League-of-Legends-Weltmeisterschaft im November 2024 in Europa ernannt. T1 gewann und obwohl Larsson kein Spiel aktiv bestritt, zählte er somit zu den Gewinnern.

## Errungenschaften

### Europäisch
| Datum      | Platz | Turnier                | Team              |
| ---------- | ----- | ---------------------- | ----------------- |
| 2012-11-23 | 1     | DreamHack Winter 2012  | Fnatic            |
| 2012-12-09 | 1     | Thor Open 2012         | Fnatic            |
| 2013-06-17 | 1     | DreamHack Summer 2013  | Copenhagen Wolves |
| 2013-07-14 | 1     | Gfinity London 2013    | Copenhagen Wolves |
| 2014-04-17 | 1     | EU LCS Spring 2014     | Fnatic            |
| 2015-08-23 | 1     | EU LCS Summer 2015     | Fnatic            |
| 2016-04-17 | 3     | EU LCS Spring 2016     | Fnatic            |
| 2017-04-22 | 3     | EU LCS Spring 2017     | Fnatic            |
| 2017-09-02 | 3     | EU LCS Summer 2017     | Fnatic            |
| 2018-04-08 | 1     | EU LCS Spring 2018     | Fnatic            |
| 2018-09-09 | 1     | EU LCS Summer 2018     | Fnatic            |
| 2019-04-13 | 3     | LEC Spring 2019        | Fnatic            |
| 2019-09-15 | 2     | LEC Summer 2019        | Fnatic            |
| 2020-04-19 | 2     | LEC Spring 2020        | Fnatic            |
| 2020-09-06 | 2     | LEC Summer 2020        | Fnatic            |
| 2021-04-10 | 3     | LEC Spring 2021        | G2 Esports        |
| 2022-03-30 | 3     | LFL 2022 Spring        | Karmine Corp      |
| 2022-05-07 | 1     | EU Masters Spring 2022 | Karmine Corp      |

### International
| Datum      | Platz | Turnier                              | Team     |
| ---------- | ----- | ------------------------------------ | -------- |
| 2012-12-02 | 2     | IGN Pro League Season 5              | Fnatic   |
| 2012-12-16 | 2     | IEM Season VII – Cologne             | Fnatic   |
| 2013-11-24 | 2     | IEM VIII – Cologne                   | Fnatic   |
| 2014-03-16 | 2     | IEM Season VIII – World Championship | Fnatic   |
| 2014-09-28 | 12-13 | 2014 World Championship              | Fnatic   |
| 2014-12-07 | 3-4   | IEM Season IX – San Jose             | Alliance |
| 2015-10-25 | 3-4   | 2015 World Championship              | Fnatic   |
| 2015-12-20 | 3-4   | IEM Season X – Cologne               | Fnatic   |
| 2016-03-06 | 2     | IEM Season X – World Championship    | Fnatic   |
| 2017-10-21 | 5-8   | 2017 World Championship              | Fnatic   |
| 2018-04-08 | 3-4   | Mid-Season Invitational 2018         | Fnatic   |
| 2018-07-07 | 1     | Rift Rivals 2018                     | Fnatic   |
| 2018-11-03 | 2     | 2018 World Championship              | Fnatic   |
| 2019-06-29 | 1     | Rift Rivals 2019                     | Fnatic   |
| 2019-10-26 | 5-8   | 2019 World Championship              | Fnatic   |
| 2020-10-17 | 5-8   | 2020 World Championship              | Fnatic   |
| 2024-11-02 | 1     | 2024 World Championship              | T1       |